# Arondismentul Arles
Arondismentul Arles (în franceză Arrondissement d'Arles) este un arondisment din departamentul Bouches-du-Rhône, regiunea Provence-Alpes-Côte d'Azur, Franța.

## Subdiviziuni

### Cantoane
- Cantonul Arles-Est
- Cantonul Arles-Ouest
- Cantonul Châteaurenard
- Cantonul Eyguières
- Cantonul Orgon
- Cantonul Port-Saint-Louis-du-Rhône
- Cantonul Saintes-Maries-de-la-Mer
- Cantonul Saint-Rémy-de-Provence
- Cantonul Tarascon

### Comune
| 1. Alleins (13003)                     | 2. Arlés (13004)                   | 3. Aureille (13006)               | 4. Barbentane (13010)                |
| 5. Les Baux-de-Provence (13011)        | 6. Boulbon (13017)                 | 7. Cabannes (13018)               | 8. Châteaurenard (13027)             |
| 9. Eygalières (13034)                  | 10. Eyguières (13035)              | 11. Eyragues (13036)              | 12. Fontvieille (13038)              |
| 13. Graveson (13045)                   | 14. Lamanon (13049)                | 15. Maillane (13052)              | 16. Mallemort (13053)                |
| 17. Mas-Blanc-des-Alpilles (13057)     | 18. Maussane-les-Alpilles (13058)  | 19. Mollégès (13064)              | 20. Mouriès (13065)                  |
| 21. Noves (13066)                      | 22. Orgon (13067)                  | 23. Paradou (13068)               | 24. Plan-d'Orgon (13076)             |
| 25. Port-Saint-Louis-du-Rhône (13078)  | 26. Rognonas (13083)               | 27. Saint-Andiol (13089)          | 28. Saint-Martin-de-Crau (13097)     |
| 29. Saint-Pierre-de-Mézoargues (13061) | 30. Saint-Rémy-de-Provence (13100) | 31. Saint-Étienne-du-Grès (13094) | 32. Saintes-Maries-de-la-Mer (13096) |
| 33. Sénas (13105)                      | 34. Tarascon (13108)               | 35. Vernègues (13115)             | 36. Verquières (13116)               |